# Drugi koncil v Konstantinoplu
Drugi koncil v Konstantinoplu  je potekal (od 8. oktobra  do 1. November) leta 551 v Konstantinoplu, glavnem mestu Bizantinskega cesarstva.

## Zgodovina Drugega carigrajskega vesoljnega zbora
bizantinski cesar Justinijan si je vtepel v glavo, seveda pod vplivom monofizitom naklonjene cesarice Teodore, da bi najbolj prispevalo k enotnosti krščanstva in torej tudi države obsodba tako imenovanih Treh poglavij. 

### Spor okoli »Treh poglavij«
Bizantinski cesar Justinijan je menil, da bo obsodba tako imenovanih »Treh poglavij«  vrnila enotnost krščanstvu in pridobila vzhodne Cerkve, ki so bile pod vplivom monofizitstva. 
»Tri poglavja« so vsebovala spise Teodora Mopsuestijskega (350-428), Teodoreta Cirskega († 466) in en spis Ibasa Edeškega (†457), ki so kljub nekaterim zmotam bili ugledni cerkveni možje in so umrli v cerkveni edinosti. 
Papež obsodbe ni imel za primerne tudi zato, ker bi obsodba teh poglavij mogla dati videz napada na odloke Kalcedonskega vesoljnega cerkvenega zbora. Ti cerkveni očetje so v zavračanju nestorijanstva včasih v gorečnosti malo pretiravali in zašli v drugo skrajnost, vendar so na splošno učili pravoveren nauk in vseskozi ostali povezani s krščanstvom in njegovim središčem Rimom. Čeprav se je v začetku službe zdelo, da se papež Vigilij nagiba k monofizitizmu, je v poznejših pismih v Carigrad cesarju in patriarhu zahteval zvestobo določbam Kalcedonskega vesoljnega cerkvenega zbora in je zavrnil cesarjev tozadevni odlok iz leta 543, ki je obsojal omenjena Tri poglavja. Čutil je namreč nevarnost, da bi napad na Tri poglavja še bolj porušil že tako majavo edinost kristjanov. 

### Razkol v Cerkvi
Justinijan je hotel imeti zadnjo besedo ne le v državnih, ampak tudi verskih zadevah. Zato je zahteval absolutno pokorščino svojim odlokom. Tako vmešavanje države v verske zadeve, ki je značilno zlasti za obdobje Bizantinskega cesarstva, imenujemo cezaropapizem. 
547 je dal cesar papeža na silo privesti v Carigrad. Razmere so bile takrat izredno težavne: Ostrogoti pod Totilom so namreč zopet oblegali Rim in papež še ni niti končal maše v čast svete Cecilije 22. novembra. Vigilij se je vmes oglasil na Siciliji, kjer je poslal pridelke s papeških posestev stradajočim v Rimu. Tudi v Carigradu je cesarja prosil za pomoč lačnim v Italiji; vendar se je cesarju zdelo pomembneje, da prisili papeža k obsodbi Treh poglavij, na kar je privolil šele pod hudimi pritiski in grožnjami 11. aprila 548. To je povzročilo v zahodni Cerkvi hudo razburjenje in pravi vihar: mnoge skupnosti so pretrgale povezanost z Rimom.
Najprej je nastalo vznemirjenje med v Konstantinoplu bivajočimi zahodnjaki, ki se je bliskovito razširilo po celem Zahodu. Papežev sorodnik diakon Rufin (Rufinus) mu je javno očital neznačajnost; povezanost z Rimom so pretrgali milanski nadškof in italijanski metropolit Dacij (Dacius), hermijanskiškof Fakund (Facundus) se je uprl v imenu afriških škofov; ilirski in dalmatiski  škofje so tudi pretrgali povezanost z Rimom, kar je storil tudi samozvani oglejski patriarh Pavlin I., ki se je pridružil nestorijancem. S tem se je začel razkol patriarhata med dva patriarha, saj so privrženci papeža kmalu izvolili svojega patriarha. Druge cerkve so se vrnile pod rimsko nadoblast večinoma pod Gregorjem Velikim, medtem ko se je oglejski spor končal šele leta 700, ko je tudi Oglej priznali nadoblast papeža Sergija, medtem ko je ozemeljska delitev še naprej ostala.
Papež je zato preklical svojo obsodbo Treh poglavij , nakar ni bil več varen življenja pred cesarskimi vojaki in ko so oni napadli cerkev svetega Petra, se niso ustavili pri tem, ampak so vanjo celo vdrli in hoteli papeža odgnati v ujetništvo. Na papeža, ki se je oklenil oltarja, se je le-ta podrl. Vznemirjeno ljudstvo se je zbralo v njegovo podporo in vojaki so prestrašeni pobegnili. V decembru 551 je papež pobegnil čez morje iz nevarnega Carigrada v bližnji Kalcedon v cerkev svete Evfemije, od koder je s pismi opozoril na žalostno stanje: »V Justinijanu pravzaprav nisem naletel na dragega državnika, ampak ne krutega Dioklecijana.« Izrazil je pripravljenost, da rajši pretrpi mučeništvo ko da bi zatajil najmanjši člen vere. Ker je papež med drugim začel bolehati, ga je cesar dal prepeljati v Carigrad.

### Drugi koncil v Konstantinoplu
Cesarjevo versko nasilje in papeževa omahljivost sta povzročili v krščanskem svetu tako zmedo, da jo je mogel rešiti le vesoljni cerkveni zbor. Papež je sicer menil, da koncil ni potreben in da lahko ima še bolj škodljive posledice za cerkveno edinost; vendar ga je cesar sklical, čeprav se ga papež ni hotel udeležiti; takrat je spet stanoval v Konstantinoplu le nekaj sto metrov daleč od stolnice. 
Pozneje je odloke Drugega vesoljnega cerkvenega zbora v Konstantinoplu v pismu pravovernemu patriarhu Evtihiju posredno potrdil.  To je bil naslednik pravovernega patriarha Mena, ki ga je namesto odstavljenega monofizitskega patriarha Antima postavil med svojim bivanjem v Carigradu papež Agapit.
Ko je papež potrdil odloke koncila, je to imelo od pričakovanega ravno nasprotni učinek: monofiziti so ostali pri svojem, na Zahodu pa se je razkol še poglobil. 

## Ocena
- Zanimiva je ocena, ki jo o tem vesoljnem cerkvenem zboru ali koncilu podaja Don Bosko:

Peti vesoljni cerkveni zbor ali Drugi carigrajski je potekal pod papežem Vigilijem 553 in je bil sklican zaradi razhajanj o Treh poglavjih ... Med drugim nam Carigrajski koncil ponuja odličen dokaz o moči, ki jo ima Cerkev v obsojanju nekaterih spisov, o presojanju vsebine knjig in v zahtevi, da se njeni verniki podvržejo njeni sodbi.
- Cerkveno-politične posledice tega koncila so bile strahotne: cerkvena enotnost je bila spodkopana, nasprotja med Vzhodom in Zahodom so se poglobila, »papežev ugled je zelo upadel; vsega tega je bil kriv preveč samozavestni in bogoslovno površni cesar ter omahljivi, svoji nalogi nedorasli papež« (K. Baus[8]) Drugi carigrajski koncil so na koncu splošno sprejeli, celo na Zahodu; vsi ga priznavajo za ekumenskega.[9]